# Gratz (Kentucky)
La ville de Gratz est située dans le comté d’Owen, dans le Commonwealth du Kentucky, aux États-Unis. Sa population s’élevait à 78 habitants lors du recensement de 2010, estimée à 77 habitants en 2018.

## Source
- (en) Cet article est partiellement ou en totalité issu de l’article de Wikipédia en anglais intitulé « Gratz, Kentucky » (voir la liste des auteurs).

1. ↑  (en) « Population and Housing Unit Estimates » (consulté le 1er décembre 2019)
2. ↑  (en) « Census of Population and Housing » [archive du 26 avril 2015], Census.gov (consulté le 4 juin 2015)